# Diogo de Teive
Diogo de Teive fue un capitán de carabela y escudero de la Casa del Infante portugués Enrique el Navegante.
Desembarcó en la isla de Jesucristo (Isla Terceira, Azores, Portugal) el 1 de enero de 1451. Realizó dos viajes de exploración al occidente de las Azores. 
Su segundo viaje, en 1452, fue mencionado por los cronistas castellanos posteriores Bartolomé de las Casas y Hernando Colón. Según estos autores, Teive partió de Fayal y navegó más de 150 leguas hacia el sudoeste hasta que llegaron a un "mar de hierbas", probablemente el mar de los Sargazos. Regresó poniendo rumbo al norte y, en el camino de vuelta, descubrió las islas de Flores y Corvo. Inicialmente se consideraron un nuevo archipiélago y recibieron el nombre de Ilhas Floreiras. 
El 5 de diciembre de 1452 realizó un contrato con el Enrique el Navegante, para instalar un ingenio hidráulico de azúcar en Madeira.
Algunos investigadores sugieren que Diogo de Teive estuvo relacionado con el noble flamenco Jácome de Bruges, capitán donatario de la isla. 